# Reprezentacja Australii w piłce ręcznej mężczyzn
Reprezentacja Australii w piłce ręcznej mężczyzn – narodowy zespół piłkarzy ręcznych Australii. Reprezentuje swój kraj w rozgrywkach międzynarodowych.

## Występy wPucharze Narodów Oceanii
- 2004 – Zwycięzca
- 2006 – Zwycięzca
- 2008 – 2. miejsce
- 2010 – Zwycięzca
- 2012 – Zwycięzca

## Występy wMistrzostwach Świata[1]
- 1999 – 24. miejsce
- 2003 – 21. miejsce
- 2005 – 24. miejsce
- 2007 – 24. miejsce
- 2009 – 24. miejsce
- 2011 – 24. miejsce
- 2013 – 24. miejsce

## Występy naIgrzyskach Olimpijskich
- 2000 – 10. miejsce